# قبيلة أولاد أبي السباع

أولاد أبي السِّباع قبيلةٌ عَرَبيَّةٌ عَدْنانيَّةٌ  ذائعةُ الصِّيتِ منشؤُهَا المغربُ  انتشرتْ في سائرِ أنحاءِ المغربِ العربيِّ والمشرق. يُدعَى المنسوبُ إليها «السّبَاعِي». ينتسب أولاد أبي السباع إلى جدهم الأول عامر الهامل اَلإدْريسي الحسني الذي عُرِفَ بأبي السباع. ينقسمُ أولادُ أبي السباع إلى فرقتين رَئيسَتَيْنِ هما أولاد عمران وأولاد عمرو ينتسبُ كلُّ واحدٍ منها إلى أحدِ ابنيْ عامر الهامل جدُّ السباعيين. 

## أقوال المؤرخين فيها
قال عنهم الحسنُ بن الطيب أبو عشرين (مواليد 1250 هـ):
وقال عنهم المؤرخ محمد المختار السوسي في كتابه المعسول:
وقال عنهم الأستاذ عبد السلام العمراني الخالدي في مؤلفه الجواهر الباهرة في النسب الشريف:
قَالَ عَنْهُمِ الدُّكْتورَ حَمْدَاتِي شَبِيهَنَا مَاءَ الْعَيْنَيْنِ فِي مُؤَلِّفِهِ قبائل الصحْراء المغربية:

## أسباب ذيوع صيتها
عرفَتْ هَذِهِ القَبيلَةُ بِالْعِلْمِ وَ الجهاد  حَيْثُ ظَهَرَتْ فِيهَا شَخْصيّاتٌ عِلْميَّةٌ وَمَشايِخُ صوفيَّةٌ انْتَشَرُوا فِي مَناطِقَ داخِلَ اَلْمَغْرِبِ كَسوسٍ وَالشِّيَاظِمَةِ ودِكالَةٍ وَعَبَدَةٍ والْغَرْبِ، ومُورِيتانْيًّا والْجَزائِرِ وَتونِسَ وَحَتَّى فِي لِيبْيَا وَمِصْرَ وَ سُورْيَا، وَتَذْكُرُ المَصادِرُ التّاريخيَّةُ أَنَّ مُنْطَلَقَهُمْ كَانَ هوَ اَلسّاقيَةَ الحَمْراءَ، كَمَا تُسَجِّلُ تِلْكَ المَصادِرُ حُضورَهُمْ الفَعّالَ فِي فَتَراتٍ حاسِمَةٍ مِنْ تَارِيخِ المَغْرِبِ مِنْ خِلالِ الإِسْهامِ فِي مُقاوَمَةِ الِاحْتِلالِ البُرْتُغاليِّ عَلَى الشَّوَاطِئِ المَغْرِبيَّةِ، بِالْإِضَافَةِ إِلَى المُشارَكَةِ فِي مُقاوَمَةِ الحَمْلَةِ الفَرَنْسيَّةِ اَلَّتِي قَادَهَا نابِلْيونْ بُونَابَارْتْ نِهايَةَ القَرْنِ الثّامِنَ عَشَرَ وذلك بقيادة الجيلالي بن المختار السباعي.

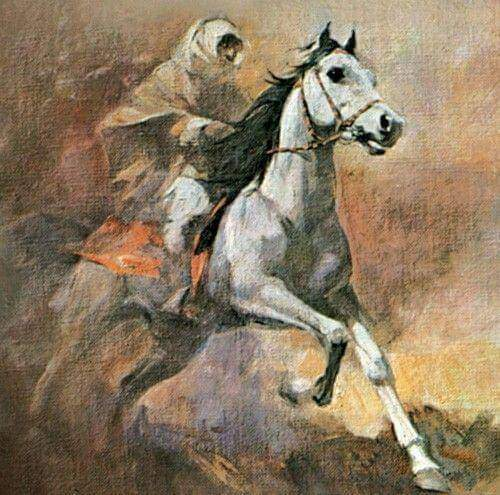
الجيلالي بن المختار السباعي على حصانه.

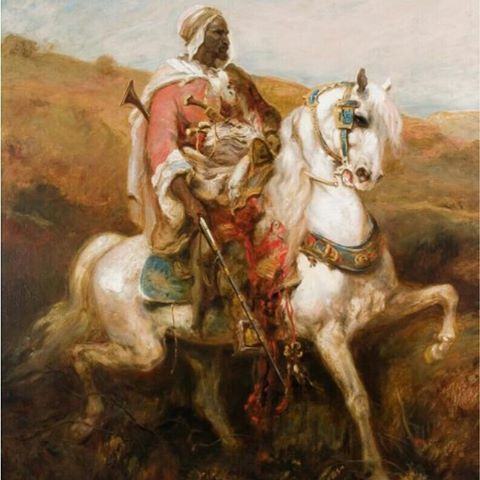
عبد الله بن ساسي يمتطي حصانه

## ممارساتها الاجتماعية والاقتصادية
كما جمعت القبيلة بين ممارسات إجتماعية وإقتصادية لا تتوفر في عدد من القبائل الأخرى المغاربية، كحمل السلاح (أهل المدافع) وحمل الكتاب (أهل لكتوب/الزوايا) وهما رأس السلطة، لكن مع “أولاد بالسباع” فنحن أمام مجموعة إمتهنت الممارستين وتنتمي لـ”الأشراف الأدارسة”، كما أن ترحالها تعدى حدود البلد الواحد.

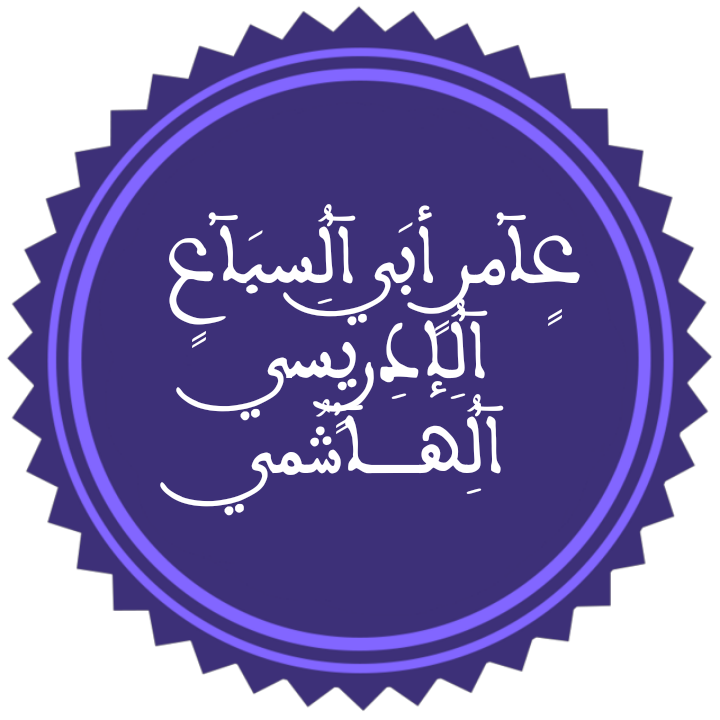
عامر الهامل الإدريسي الحسني جد السباعيين.

## فروع
وتنقسم بطون القبيلة إلى ثلاث فروع أساسية وهي كالتالي:
الفرع الأول: أولاد اعْمُـر
ابنه عامر: ينحدر منه خمسة فروع أساسية، وهي: «التويجرات »، و«أنفليس»، و«أولاد سيدي عبد الله»، و«أولاد سيدي عبد المالك»، و«أولاد سيدي امبارك بن ملوك».
الْحَاج ينحدر منه: أولاد الْبَـݣـار (البقار) ـ أولاد بُوعَنْـݣـه (بوعنقا) ـ أولاد عِيسَى ـ أولاد الزّاوِية ـ الَخْلالْطَة
الْغَازِي  ينحدر منه: أولاد عبد الْمَوْلَى ـ أولاد شَنَّانْ ـ أولاد جَمُّودَه ـ الَعْبَابْسَة ـ الَهْلالاتْ ـ الَـݣوَايَاتْ
إبْرَاهِيم ينحدر منه: أولاد عَزُّوز ـ الَعْبَيْدَاتْ ـ أولاد الصَّغَيَّرْ ـ أولاد المؤمنة ـ الَمْدَادْحَة ـ أولاد اكْرِيم ـ الَمْزَازكَة
ـ الدُّّمَيْسَاتْ ـ أولاد الحَاج ـ الْمَثْلُوثَة (أولاد الطّالب اعلي، أهل الحاج عبد الله، أهل الطّالب الطاهر، وأهل سيدي السِّيِّد)
الفرع الثاني: عمـران
بُوحسِينْ  ينحدر منه: أولاد سيدي عبد الوهاب ـ أولاد عبد الله بن مبارك ـ أهل تَمَلُّولَتْ ـ الَبْهَارِيرْ.
مَخْلُوف ينحدر منه: أولاد صَوْلَةـ والرَّحَاحْلَةـ والَحْمَيْدَاتْ
سَعِيد ينحدر منه: السَّعَيْدَاتْ ـ الَعْوَامِر ـ أولاد الزِّير
إِدْرِيس ومن ذريته: أولاد سيدي بُوتْلِيلِي -الَغْسَاسْلَة ـ الدَّرَابْكَة ـ أهل بُودْرَيْبِيلَة ـ أولاد إدريس.
الفرع الثالث: النومر
محمد النومر: سلالته قليلة، ومنتشرة في منطقة سوس وسط المغرب على وجهِ الخصوص.

## تسمية القبيلة
ترحالهم ومحل وجودهم
من العلماء القادة الذين كان لهم دور أساسي في نزوح السباعيين من الساقية الحمراء وسوس في إتجاه دكالة الكبرى، وبقية المناطق المغربية في إطار عملية مقاومة الغزو الإيبيري ونشر الطريقة الجزوليةـ؛ الشيخ الحسن بن عمر بن عبد الحق الملقب بأجانا، والولي أبو الحسن علي المكنى بامعاشو بن محمد بن عمارة بن إبراهيم بن اعمر بن عامر الهامل.
مقاومة الاستعمار البرتغالي
اتخذ السباعيين بفعل هذه الدينامية الخارجية الطابع الجماعي الأسري والعشائري، وتم في إتجاه دكالة في أماكن حصينة؛ "أكجكال" بالأطلس الكبير عند "قبيلة دمسيرة"، و"أمسكسلان" "قبيلة امتوكة"، و"أفوغال" بقبيلة الشياظمة"، وتمركزوا بنهاية الأطلس الأعلى الغربي بموقع أكادير حاليا، وذلك لمحاربة ومجابهة البرتغاليين النازلين هناك منذ بداية القرن 10هـ/16م، يقول المؤرخ الناصري في كتابه الاستقصا بهذا الخصوص: «وفي حدود العشر وتسعمائة على ما تقتضيه تواريخ الفرنج ملكوا ـ أي البرتغاليينـ حصن أكادير وما اتصل به من سواحل السوس الأقصى، ثم ملكوا في حدود اثنتي عشرة وتسعمائة رباط آسفي…
وبعد المواجهات مع قوات الاحتلال البرتغالية وطردها عن الشواطئ المغربية مكنت الدولة السعدية لأولاد أبي السباع في الحوز المراكشي، وفي عبدة، ولدى البلاط، حيث مثلت شخصية سيدي عبد الله بن ساسي السباعي وأبناؤه من بعده الذين كانوا بمثابة مستشارين لأبي عبد الله القائم بأمر الله ولخلفه من بعده، ونفس الشيء بالنسبة لسيدي محمد السباعي بعبدة، ولأبي العباس أحمد الفرجي السباعي بدكالة، ولسيدي محمد بن عيسى بن مخلوف العيساوي السباعي بـمكناس، هؤلاء الذين كانوا سبب رحيل السباعيين نحو السهول الغربية ولستيطانهم بها إلى الفترة الراهن.
وقد أكد كتاب (l' histoire de Maroc) المعروف عالميا والذي يدرس في معظم الجامعات الغربية في العالم للكاتب Pierre de cenival سنة 1500م النضالات والمعارك التي كانت تقوم بها قبيلة أولاد أبي السباع العربية ضد المسيحين البرتغال في الفترة مابين 1515م و1526م قبل الحركة السعدية. كما جاء فيه ذكر للمجاهد الشريف سيدي عبد المالك بن ملوك بن عامر بن أعمر بن عامر الهامل أبي السباع كأحد "القديسين { أي الشرفاء} السباعيين المجاهدين ضد الصليبيين وأنه قد تعرض لجروح قاتله من قبل جيش البرتغاليين مغدورا ودفن معه فأسه الذي كان يحارب به المسيحيين على الطريق مابين تيزي وحصن الذهب نواحي أكادير
إن الترحل السباعي في هذه الفترة جاء في إطار سيرورة تشكل القبيلة، حيث لم تنجم عنه ممارسة رعوية واضحة المعالم وإنما تجمعات متفرقة سرعان ما انغمست في ثقافة العالم القروي؛ من زوايا تعليم، وإطعام، وعلماء بلاط، وقضاة جماعة، الشيء الذي ينم عن تلاحم تليد بين أهل جنوب المغرب وشماله.

## علاقة السباعيين بالمخزن
كان للمخزن دور كبير في انتقال السباعيين للحوز، وخاصة في عصر الدولة السعدية، حيث كان السباعيين من ضمن المجموعات البشرية التي رافقت السلطان أحمد الأعرج السعدي، وفي ذلك يقول صاحب «تحفة الأحقاب».
«يبدو أن السباعيين الذين صاحبهم السلطان أحمد الأعرج من الصحراء على فرقتين: «أولاد عمران» و«أولاد اعمر»، فـ«أولاد اعمر» أسكنهم أبو العباس في «تغسريت» وفي عهد المنصور الذهبي أبعدوا وشتتوا في المناطق المغربية وأصبحت «تغسريت» شبه فارغة».
وفي عهد الدولة العلوية رجع السباعيين إلى الحوزية (إقليم الجديدة) خلال المرحلة التي كان فيها فراغ سلطوي بالبلاد ما بين أفول نجم دولة السعديين واستقام الرشيد بن الشريف، ثم بعده السلطان إسماعيل بن الشريف الذي ظهرت في عهده أول قيادة مخزنية على رأسها القائد سيدي امبارك الحاجي الذي ينحدر من «فخذ أولاد الحاج»، والذي عينه مولاي إسماعيل أوائل القرن الثامن عشر الميلادي على «قبيلة الشياظمة» في منطقة «جبل الحديد» التي تعد من معاقل «قبيلة رجراجة» العريقة، كما تعد من المناطق التي آوى إليها العديد من السباعيين خاصة «أولاد عزوز» و«أولاد إبراهيم» منذ مواجهة الغزو البرتغالي خلال القرن 16م. كان هذا القائد أول سباعي وطد حضور هذه القبيلة بأرض الشياظمة، حيث صاهر «قبيلة رجراجة»، كما شيد قصبة هناك صارت تعرف بـ«دار القايد الحاجي»، وتناسلت ذريته بالمنطقة، بل امتدت نحو الصويرة وآسفي والجديدة، وعرف منهم العلماء والفقهاء والتجار، كما اشتهرت هذه السلالة باسم «الشياظمي الحاجي» أكثر منها باسم السباعي. وبمجرد ما توفي السلطان إسماعيل بن الشريف زاد السباعيون من تمركزهم بمنطقة الحوز، ومن المعروف لدى المؤرخين أن البلاد المغربية عرفت أزمة حرجة بعد وفاة هذا السلطان دامت زهاء ثلاثين سنة؛ تمثلت في غياب الأمن، وانتشار الأوبئة والمجاعات، وفي هذه الآونة كان أولاد أبي السباع إلى جانب المستضيء بن إسماعيل، لكن النصر كان حليف مولاي عبد الله بن إسماعيل.
ولما صعد السلطان محمد الثالث بن عبد الله إلى العرش حُظيت القبيلة السباعية بمكانة خاصة لدى السلطان، حيث ظعن منهم إلى حوز مراكش جمع غفير وبدؤوا يستقرُون هناك، مع العلم أن سيدي محمد بن عبد الله كان له سابق معرفة بأولاد أبي السباع لما كان بالصحراء قبل خلافته. وقد ذكر ذلك الفقيه محمد بن إبراهيم السباعي المعروف بالتكرور بقوله: «وسيدي محمد بن عبد الله كان يحبهم حبا شديدا؛ لأنه كان بين ظهرانهم حتى في الصحراء، في عنفوان شبابه قبل إفضاء الخلافة له (…) وكان يحاورهم ويجاريهم بأشعارهم الملحونة». وزاد ارتباط السباعيين بالسلطان سيدي محمد بن عبد الله لما دخل معهم في علاقة مصاهرة، حيث دخل بامرأة سباعية تدعى خديجة، يقول عنها محمد بن إبراهيم السباعي: «شريفة ظريفة، بليغة اللسان، بارعة الجمال، اسمها خديجة ويسميها السلطان في مغازلتها وتغزلاته فيها خدوج أم الدموج على عادة العرب. وله فيها أشعار وتغزلات، ولها له أجوبة بالغة لازال بعضها يتداول عند بعض الناس، ولعله القائل فيها:
أهلكتنا سوالف وخدود وعيون مدعجة رقود
ملكتنا الظبا وهي أذلة خضعنا لها ونحن أسود
إنَّ زواج السلطان والمرأة السباعية زاد من حضور القبيلة السباعية في منطقة «تغسريت» و«بوجمادة» بالحوز المراكشي، خاصة أنهم يجيدون ركوب الخيل، ولهم مراس وتقاليد حربية منذ مواجهة الزحف البرتغالي على السواحل المغربية. وهذا التمركز في الحوز أدى إلى مواجهات مع القبائل المجاورة، ويلاحظ هنا أن القبيلة السباعية كانت مرغمة على الخوض في هذه المواجهات نظرا لندرة الموارد الرعوية بالمنطقة، وهيمنة بعض المجموعات المجاورة على ينابيع المياه خاصة «وادي شيشاوة». هذا فضلا عن كون هذه المجموعات مع القبائل الأخرى قد تزامنت مع فترة جفاف ومسغبة عظيمة وأزمة اقتصادية تجتاح مجمل البلاد المغربية ودام ذلك مدة سبع سنين من 1190هـ إلى 1196هـ. وحسب كتاب «البستان الجامع»: «فإن السلطان سيدي محمد بن عبد الله كان يغتاط لسماع ما يقوم به السباعيون من غارات على جوارهم، وإنه لم يأل جهدا في نهيهم وكفهم تارة، وتحذيرهم وتهديدهم تارة أخرى. وكثيرا ما كان ينهاهم عن ذلك ويتوعدهم بحلول ما يكرهون وهم في ذلك في سكرتهم يعمهون، اغتروا بما سلف من الصفا، وغابوا عما سمعوا فيه من الجفاء فانحرفوا عن نهج السلوك». وبعد هذا أنزل السلطان عقابه بالقبيلة السباعية.
يقول ذ. حسن كنفاني: «استهدف السلطان تأديب القبيلة السباعية، فأرسل إليها كتيبة من الجيش، كما استنفر القبائل المجاورة لها من عرب وبربر، وأمر بطردها من الحوز، فأسر المخزن عددا كثيرا من أعيانها الذين قضوا نحبهم في سجن مكناس».وقد تطرق لهذه الواقعة العديد من المؤرخين كالناصري الدي أورد أن لما كان بالمغرب ما تقدم من الفتنة، وشغل السلطان بإنعاش الضعفاء عن ضبط الأطراف، وقمع البغاة بها، نبغت نوابغ الفتن ببعض القبائل منها، وعادت هيف إلى أديانها، فمن ذلك قبيلة أولاد أبي السباع بأحواز مراكش، فلطالما ارتكبت فئة منهم العظائم، وغدت في الفتنة وراحوا، واستطالوا على من بجوارهم وغزوهم في أرضهم وديارهم، فلما كانت هذه السنة التي هي سنة سبع وتسعين ومائة وألف جهز إليهم السلطان العساكر فقاتلوهم، وانتهبوا أموالهم، فتم إرسال فئة منهم إلى السوس (أولاد نومر)، وقبض السلطان على بعض من أعيانهم فأودعهم سجن مكناسة بينما بقى الباقون منهم في الحوز، كما أمر بإطلاق سراح الآخرين بعد عقابهم.
وحسب المصادر التاريخية فإن المنطقة التي إستهدفها السلطان بكتيبته هي بلاد بوجمادة التي كانت تضم أعيان أولاد أبي السباع.
أما عن الواقعة يقول الفقيه سيدي محمد الصغير بن عبد المعطي السباعي في كتابه: [ شنوف الأسماع بنسب أولاد أبي السباع سنة 1917م]:
       «لَمّا أَخَذَ السُّلْطَانُ سَيِّدِي مُحَمَّد بْنُ عَبْدِ الله ـ رَحِمَهُ اللَّهُ ـ الَّذِين أَخَذَهُم مِنْ أَوْلَادِ أَبِي السِّبَاع، أَخَذ مَعَهُم سَيِّدِي مُحَمَّدٌ صنبه، وَالْفَقِيه الْبَرَكَة سَيِّدِي مُحَمَّد دَلِيل السِّبَاعِيّ البقاري، وَأَدْخَلَهُم السِّجْن، وقد إشتغل سَيِّدِي مُحَمَّد صنبه بِالتَّعْلِيم، وَاشْتَغَل سَيِّدِي مُحَمَّد دَلِيل بِنَسْخ كتَب الْعَشْمَاوِيّ فِي الْأَنْسَابِ، وَالْكَلَاعِيّ. فَبَات السُّلْطَان ذَاتَ لَيْلَةٍ فَرَأَى النَّبِيِّ صَلَّى اللَّهُ عَلَيْهِ وَسَلَّمَ وَعَلَى آلِهِ فِي الْمَنَامِ فَقَالَ لَهُ: سَرْح وَلَدي: سَيِّدِي مُحَمَّد صنبه، وَسَيِّدِي مُحَمَّد دَلِيل، فَقَامَ مِنْ حِينِهِ وَقَيَّد إسميهما إلَى أَنْ أَصْبَحَ النَّهَار، فَوَجه الْمُوَكِّل بِالْحَبْس فَقَالَ لَهُ سَلْ عَنْ فُلَانٍ وَفُلَان عِنْدَك فِي السِّجْنِ مِمَّنْ هُمَا وَمَا عَملهُمَا فِي السِّجْنِ ؟ فَذَهَب وَسَأَل عَمَّا قَالَ لَهُ . ثُمَّ رَجَعَ لَهُ وَقَالَ لَهُ: هُمَا مِنْ أَوْلَادِ أَبِي السِّبَاع ، وَسَيِّدِي مُحَمَّد صنبه يعلمُ النَّاس فِي السِّجْنِ ، وَسَيِّدِي مُحَمَّد دَلِيل يَنْسَخ . فَقَالَ لَهُ السُّلْطَانُ عَلَيَّ بِهِمَا ، فَأحْضرَا لَدَيْه ، وَقَصّ عَلَيْهِمَا رُؤْيَتِه وسرحهما ، وَتَرَك لَهُمَا حُرِّيَّة إخْتِيَار مَكَان الْإِقَامَة ، فَإخْتَار سَيِّدِي مُحَمَّد دَلِيل الزَّاوِيَة النحلية لِأَنَّه دَرس بِهَا ، وَإخْتَارَ سَيِّدِي مُحَمَّد صنبه الزَّاوِيَة القطبية بالشياظمة» (وهي زَاوِيَة سباعية)“ وهي رواية أكدها العديد من المؤرخين من بينهم المختار السوسي في كتابه ’’المعسول’’ .
لكن بعد وفاة السلطان محمد الثالث بن عبد الله وقيام المنافسة بين أبنائه حول العرش نشبت المواجهات القبلية من جديد، فاستغل السباعيون هذه الأحوال ليتسللوا إلى أراضيهم في الحوز، وقد انضافت إليهم عناصر صحراوية من نفس القبيلة كانت في الساقية الحمراء، ومن العوامل التي ساهمت في عودتهم إلى الحوز مغادرة «أهل زمران» للمواقع التي أنزلهم بها السلطان محمد بن عبد الله، وتوجههم لموطنهم الأصلي هروبا من الفتن. وكذا مجيء السلطان سليمان بن محمد الذي أعاد العناية والعز لأولاد أبي السباع وقبلهم بالاحترام، حيث كانت توجه لهم ظهائر التوقير والاحترام والإعفاء من التكاليف والوظائف المخزنية طيلة عهد السلاطين العلويين السابقين واللاحقين. وبعد وفاة السلطان سليمان خلفه مولاي أبو الفضل عبد الرحمن بن هشام الذي سيقوم بطرد «قبيلة دوبلال» وترحيلها من ناحية شيشاوة بمنطقة «بوجمادة»، وسانده في ذلك أولاد أبي السباع الذين سيطروا على هذه المنطقة بمجرد ما طرد منها دوبلال.

## قبيلة أولاد أبي السباع خلال القرن التَّاسع عشر
وبعدما قنبل الفرنسيون مدينة الصويرة سنة 1260هـ/1844م بسبب معركة إيسلي ظهر الاضطراب مرة أخرى في الحوز؛ بفعل توقف شريان الحياة الاقتصادية المتمثل في طريق الصويرة مراكش إثر هجوم الشياظمة على هذه المدينة وقطع السابلة، في هذه الظرفية سيعين على رأس القبيلة السباعية قائد يسمى مولاي أحمد بن الشيكر السباعي الذي ينتمي إلى فخذ «أولاد البكار» من فرقة «أولاد اعمر بن عامر الهامل»، يقول عنه المراكشي في «الإعلام»: «أحمد بن الشيكر السباعي عامل أولاد أبي السباع بـ«بوحمادة» خارج مراكش بنحو مرحلة، كان عالما، عاملا، عابدا، صدوقا، وسبب توليته على قبيلته حادثة الصويرة عام 1260م، حيث اختلط أمر القبائل المجاورة لها، جبره المولى عبد الرحمان على الولاية، ووعده أنه يخرج منها عند صلاح الأمر، وحيث تم سد تلك الثلمة وانجبر ما انصدع سأله التخلي كما وعد به، فغضب السلطان حتى ظهر الغضب في وجهه، وقال له:”” الناس يروننا ويظنون فرحنا بهذا الملك لمكان نيلنا منه شهواتنا ومستلذاتنا، ووالله الذي لا إله إلا هو لولا أني خشيت مؤاخذة الله لي بحق المسلمين أن فسدوا بتركي إياهم لانسلخت من هذا الملك ولحقت بموضع أشتغل فيه بإصلاح خاصة نفسي حتى ألقى الله، ولو كان استفاف التراب يمكن لآثرته على ما آكل من هذا الملك، ومن حسن فيه ظننا منكم يرينا إيثاره نفسه. وكتب له مرة محبنا الفقيه مولاي أحمد السباعي: «السلام عليكم ورحمة الله وبعد، فقد استفهمت جانبنا عن أمر الذين توجههم لجباية الزكاة، هل يعطون أجرتهم منها أو من غيرها؟ وهل الزكاة كلها تؤخذ بأعيانها غنما وإبلا أو تأخذ القيم؟ إلخ ما بينت فاسلك في ذلك كله جادة الشريعة وصميمها، وإن جاءك من جانبنا كتاب يخالفها فلا تعمل بمقتضاه والسلام». كان مقيما بقصبة مراكش قرب التسعين حدث بذلك عنه شيخنا السباعي في كتابه «سيف النصر لدفع الإيهام».
يظهر مما سبق أن تتبع حركية مجال القبيلة السباعية والميكانزمات المتحكمة في ذلك والتي تتغير حسب المجال والزمن، بدءا بالترحال والبحث عن منابع المياه والمراعي، مرورا بعلماء وأولياء القبيلة السباعية من خلال تشييدهم لزوايا ومدارس علمية، إلى جانب علاقات القبيلة مع المخزن، والحروب القبلية، كلها عوامل ظلت فاعلة في إقامة أولاد أبي السباع بحوز مراكش.

## الظهائر السلطانية
أما عن علاقة السباعيين بالدولة العلوية فهي علاقة مد وجزر وقد أصدر الملوك العلويين العديد من الظهائر الشريفة كسابقهم السعديين التي تدعو لتوقير وإحترام قبيلة أولاد أبي السباع لنسبهم الشريف وعلمهم وشجاعتهم. ومن بين هذه الظهائر ما أرفقه الدكتور محمد دحمان والدكتور مولاي حسن كنفاني كالتالي :
1_ظهير من السلطان مولاي إسماعيل العلوي مؤرخ بـ 1100هـ.
2ـ ظهير من السلطان سيدي محمد بن عبد الله العلوي مؤرخ بـ 1199هـ.
3ـ ظهير من السلطان سيدي محمد بن عبد الله العلوي مؤرخ بمحرم 1203هـ.
4ـ ظهير من السلطان سيدي محمد بن عبد الله العلوي مؤرخ بمتم رمضان 1204هـ.
5ـ ظهير من السلطان مولاي عبد الرحمن بن هشام العلوي مؤرخ بـ 6 شعبان 1239هـ.
6ـ ظهير من السلطان سيدي محمد بن عبد الرحمن العلوي مؤرخ بـ 23 جمادى الثانية 1282هـ.
7ـ ظهير من السلطان مولاي الحسن بن محمد العلوي مؤرخ بجمادى الأخيرة 1291هـ.
8ـ ظهير من السلطان مولاي الحسن بن محمد العلوي مؤرخ بـ 8 جمادى الثانية 1309هـ.
9ـ ظهير من السلطان سيدي محمد الخامس بن يوسف العلوي مؤرخ بـ 19 ذو القعدة عام 1366هـ.

## أعلام
- إعلي ولد محمد فال، رئيس موريتاني سابق.
- محمد الضوء البكاري السباعي، عالم وفقيه ومجاهد مغربي وصفه المختار السوسي بالفارس المغوار.[47]
- محمد ولد عبد العزيز، رئيس موريتاني سابق.
- الرايس مولود السباعي، من أشهر البحّارة في غرب سوس.
- الشريف إبراهيم بن محمد ابن الَخْلِيفَه البقاري السباعي، باني منارة مسجد شنقيط الشهيرة.
- مصطفى بن حسني السباعي الحمصي هو مفكر إسلامي شهير، وسياسي مصنف أول سوري نال درجة الدكتوراه في الشريعة (الفقه والأصول) من جامعة الأزهر.[20]
- مختار محمود إمحمد السباعي الحسني الإدريسي هو عالم وفقيه مالكي مسلم من مواليد مصراتة في ليبيا.
- القائد علي بن عبد القادر بركاتو السباعي قائد على فخذة أولاد عمران خلال عهد السلطان الحسن الأول بن محمد.[48]
- رفيق بن محمد عبد الفتاح السباعي الحسني، هو صوفي نقشبندي وفقيه حنفي كبير وطبيب [20]
- إبراهيم الخليل السباعي، مقاوم مغربي.
- الشيخ الكامل محمد الهادي بن عيسى، مؤسس الطريقة العيساوية.
- القاضي بن أعل ممَّ، والي صالح وعالم وفقيه وقاضي موريتاني.[49]
- عبد القادر بن العربي السعيدي السباعي، فقيه مغربي كان من كبار علماء عصره.
- الجيلالي بن المختار السباعي، مجاهد وفقيه مغربي، قاوم الحملة الفرنسية على مصر بقيادة نابليون بونابرت.
- عبد الله بن ساسي السباعي، فقيه ومجاهد متصوف مغربي، من أتباع الطريقة الجزولية.
- أحمد بن الشيكر السباعي[50] ، فقيه وتاجر وقائد عسكري مغربي، من المتصدين لقصف مدينة الصويرة.
- أحمد الطاهر السباعي الإدريسي فقيه وعالم دين.
- أحمد السباعي الإدريسي الحسني هو أديب وقاص وصحافي سعودي لقب بشيخ المؤرخين.[51]
- محمد بن إبراهيم السباعي الإدريسي الملقب بالتكرور كان عالما جليلا فريد عصره في علماء العرب والمسلميين له أكثر من 300 كتاب ومخطوط.[52]